# Ozenx-Montestrucq
Ozenx-Montestrucq è un comune francese di 365 abitanti situato nel dipartimento dei Pirenei Atlantici nella regione della Nuova Aquitania.

## Società

### Evoluzione demografica
Abitanti censiti